# Pádraig Harrington
Pádraig Harrington (Dublin, 31 de Agosto de 1971) é um golfista profissional irlandês. Venceu o British Open de Golfe, um dos quatro major's do ano, em 2007 e 2008, além do PGA Championship de Golfe em 2008. 

## Torneios major

### Vitórias (2)
| Ano  | Ano                       | Tacadas              | Margem    | Vice-campeão              |
| 2007 | British Open de Golfe     | -7 (69-73-68-67=277) | Playoff1  | Sergio García             |
| 2008 | British Open de Golfe (2) | +3 (74-68-72-69=283) | 4 buracos | Ian Poulter               |
| 2008 | PGA Championship de Golfe | -3 (71-74-66-66=277) | 2 buracos | Sergio García, Ben Curtis |

1 Derrotou Sergio García em 4 buracos no playoff por uma tacada: Harrington (3-3-4-5=15), García (5-3-4-4=16)